# Montbrison
Montbrison je francouzská obec v departementu Loire v regionu Auvergne-Rhône-Alpes. V roce 2011 zde žilo 15 324 obyvatel. Je centrem arrondissementu Montbrison.

## Vývoj počtu obyvatel
Počet obyvatel 